# B-Nasty
Alexander Barnes (Perth, Zapadna Australija, Australija, 10. srpnja 1992.), poznatiji kao B-Nasty, australijski je reper i član hip hop kolektiva Wu-Tang Clan Affiliates. Sudjelovao je u mnogim od Wu-Invasion mixtapes serijama Ghostface Killah & GZA. 

## Vanjske poveznice
- B-Nasty intervju
- Intervju B-Nasty & DJ Symphony s časopisom X-Press